# فرقة متطوعي الجبال إس إس برينز يوجين السابعة
فرقة المتطوعين الجبلية السابعة إس إٍس برينز يوجين  فرقة مشاة جبلية ألمانية تابعة لفافن إس إس، الجناح المسلح للحزب النازي التي خدمت جنبا إلى جنب -ولكن ليس رسميا- كجزءا من الفيرماخت خلال الحرب العالمية الثانية في يوغوسلافيا. تشكلت في عام 1941 من كل من الألمان وفولكس دويتشه (العرق الألماني) والمتطوعين من بانات ودولة كرواتيا المستقلة و المجر ورومانيا، وقد خاضت حملة ضد التمرد ضد قوات المقاومة الحزبية اليوغوسلافية التي يقودها الشيوعيون في صربيا المحتلة و NDH والجبل الأسود. حصلت على لقب برينز يوجين على اسم الأمير يوجين من سافوي، وهو قائد عسكري بارز في إمبراطورية هابسبورغ الذي حرر بانات وبلغراد من الإمبراطورية العثمانية في الحرب النمساوية التركية في الفترة 1716-1818.

## خلفية
بعد غزو واحتلال وتفكيك مملكة يوغوسلافيا من قبل قوى المحور في 6 أبريل 1941، وضع الفيرماخت صربيا الوسطى، الجزء الشمالي من كوسوفو (حول كوسوفسكا ميتروفيتشا ) وبانات تحت إدارة حكومة عسكرية. 

## التشكيل
تم تشكيل الفرقة في أواخر عام 1941 بعد غزو يوغوسلافيا، في البداية من الناطقين باللغة الألمانية شؤابيو الدانوب في بانات، والتي كانت منطقة ذاتية الحكم داخل إقليم القائد العسكري في صربيا . كان من أبرز الشخصيات في التشكيل القائد الأعلى لقوات الأمن والشرطة في صربيا، إس إس-أوبر غروبن فوهرر أوندجنرال دير بولزي (الشرطة العامة) أغسطس ميسنر. 
"بعد الغنضمام الكبير للألمان، تقلصت عمليات التطوع، ولم يصل التشكيل الجديد إلى حجم فرقة. لذلك، في أغسطس 1941، تخلصت قوات الأمن الخاصة من النهج الطوعي، وبعد حصولها حكم من محكمة أمن الدولة في بلغراد، فرضت الزامًا عسكريًا على جميع فولكس دويتشه في بنات، وهو الأول من نوعه لغير الألمان في الرايخ. 
كان أحد أسباب التجنيد القسري للألمان العرقيين هو العدد المنخفض بشكل مخيب للآمال من المتطوعين للتشكيل بعد التجنيد الأولي (لا يزيد عن 5000). وبالتالي كان الألمان العرقيون في البلقان عاجزين ولم يتمكنوا من معارضة التجنيد في قوات الأمن الخاصة.

### 1944

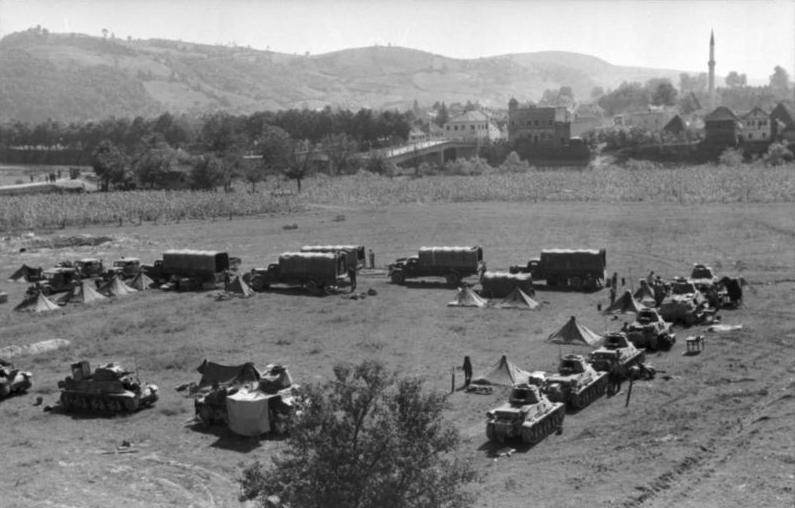
مركبات لكتيبة "بانزر 7 ' الخاصة برينز على مشارف بلدة بوسنية.

في يناير 1944، كان القسم متورطًا في المزيد من الأعمال المناهضة للحزب في عملية والدراوش. في شهر مايو، شارك الانقسام في الهجوم السابع ضد الحزبيين ( عملية روزلسبرونغ ) الذي بدأ في 25 مايو 1944. كانت هذه العملية مهمة قتل أو أسر تيتو، وقاد العملية كتيبة المظليين إس إس 500 بدعم من فوج براندنبورغ.
في هذا الوقت، انضمت العديد من المجموعات العرقية الأخرى إلى التقسيم، مثل الهنغاريين وأكثر من 1000 من أصل صربي، وكان معظم المتطوعين إما بدوافع أيديولوجية أو غير ذلك للقتال ضد الثوار. 

### 1945
في يناير 1945، عملت الفرقة مرة أخرى ضد الجيش اليوغوسلافي في أوتوك وفوكوفار. في فبراير، شاركت في عملية Wehrwolf ضد رأس الجسر اليوغوسلافي في منطقة فيروفيتيكا.
استمر الانسحاب من البوسنة وتراجع برينز يوجين من خلال NDH في أبريل 1945. في 10 مايو، تراجعت الفرقة نحو سيلجي في سلوفينيا حيث استسلمت للقوات اليوغوسلافية في 11 مايو. 